# 友木りえこ
友木 りえこ（ともき りえこ、5月7日 - ）は、日本の女性声優、舞台女優、音響監督。

## 経歴
2019年より、オーディオブックのナレーターとして活躍。小説や詩集の他、労苦体験手記「平和の礎」などの朗読を担当し、主に音声配信サービス「LisBo（リスボ）」で公開している。

## 出演

### 舞台・公演
- 秋空メルヘン（劇団・芝居命）主役・アリス役
- マユ（劇団・芝居命）一色彩香役
- 妖梅憚（音声劇団・倭）
- 葬愛（劇団・芝居命）
- 平成百忌夜行（劇団・芝居命）七穂役
- Ｉ,マイ論理ネス（劇団・芝居命）
- 姑獲鳥の仔（劇団・芝居命）佐野憧子役
- 空を想う（劇団・芝居命）香子役

### 音声ドラマ
- 聖鐘騎士リヨン

### ライブ配信番組
- ちのえん（SHOWROOM）[2]

### オーディオブック
- 若菜集（著者：島崎藤村）[3]
- 北原白秋詩集（著者：北原白秋）[4]
- かいじゅうがやってきた（著者：御厨明）[5]
- おおかみと七ひきのこどもやぎ（著者：グリム兄弟）[6]
- 女王様と魔法の鏡（著者：御厨明）[7]
- 呼子と口笛（著者：石川啄木）[8]
- 吉野の霧　太平記（著者：桜井好朗）[9]
- 細雪（著者：谷崎潤一郎）[10]
- アリバイ崩し承ります（著者：大山誠一郎）[11]
- 時計屋探偵の冒険　アリバイ崩し承ります２（著者：大山誠一郎）[12]